# محوطه قریس
محوطه قریس مربوط به هزاره دوم قبل از میلاد است و در شهرستان خوی، بخش مرکزی، روستای قریس واقع شده و این اثر در تاریخ ۱۷ اسفند ۱۳۸۱ با شمارهٔ ثبت ۷۸۲۸ به‌عنوان یکی از آثار ملی ایران به ثبت رسیده است.